# Richard Assmann
Richard Assmann (grafía inglesa del nombre alemán Richard Aßmann); (13 de abril de 1845 – 28 de mayo de 1918) fue un médico y meteorólogo alemán. Realizó numerosas investigaciones sobre la alta atmósfera de la Tierra. Pionero de la aeronáutica científica,  está considerado uno de los cofundadores de la aerología.

## Semblanza
Assmann obtuvo su doctorado en medicina en Berlín en el año 1868, y entre 1870 y 1879 ejerció como médico de cabecera en Bad Freienwalde. En 1879 regresó a Magdeburgo para continuar la práctica de la medicina. Posteriormente, en 1885, obtuvo un doctorado en la Facultad de Filosofía de la Universidad de Halle, y posteriormente se convirtió en oficial científico del Instituto Meteorológico Real en Berlín-Grünau. De 1905 a 1914 fue director del Observatorio Aeronáutico Real de Prusia en Lindenberg, siendo nombrado posteriormente profesor honorario de la Universidad de Gießen.
Entre 1887 y 1892, en colaboración con el diseñador de dirigibles Rudolf Hans Bartsch von Sigsfeld (1861–1902), desarrolló un psicrómetro para la medición precisa de la temperatura y de la humedad atmosféricas, el primer instrumento capaz de proporcionar lecturas de temperatura fiables en aerostatos a gran altitud, gracias a que sus elementos termométricos estaban debidamente protegidos de la radiación solar. La implementación técnica y la producción de este dispositivo tuvo lugar en la fábrica de Rudolf Fuess (1838–1917).

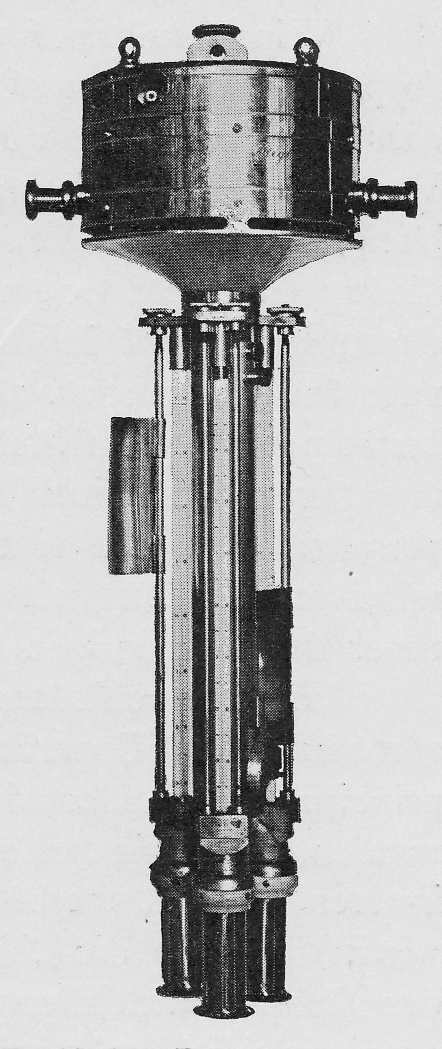
Psicrómetro de Aspiración Triple tipo Assmann, anterior a 1900

De 1888 a 1899,  fue miembro de la "Verein zur Förderung der Luftschifffahrt" (Sociedad para la Promoción de la Aeronáutica), organizando ascensos científicos en globos aerostáticos para estudiar la atmósfera. De estos estudios, obtuvo valiosas ideas en relación con la estratificación atmosférica de la troposfera. También fue un acreditado divulgador en el campo de la meteorología, y desempeñó un papel significativo en varios diarios científicos y revistas durante su carrera. De 1884 hasta su muerte, publicó la revista mensual popular "Das Wetter" (El Tiempo).
Assmann y Léon Teisserenc de Bort (1855–1913) son considerados como los codescubridores de la estratosfera, anunciaron los dos científicos su descubrimiento realizado de forma independiente durante el mismo periodo de tiempo en 1902.
En 1903, con el meteorólogo Arthur Berson (1859–1942), fue galardonado con la Medalla Buys Ballot por la Real Academia de Ciencias de Holanda.

## Publicaciones
- Der Einfluß der Gebirge auf das Klima von Mitteldeutschland, 1886 - La influencia de montañas en el clima de Alemania central.
- Das Aspirations-Psychrometer. Ein Apparat zur Bestimmung der wahren Temperatur und Feuchtigkeit der Luft, (editor), 1892 - El psicrómetro de aspiración. Un aparato para determinar la verdadera temperatura y humedad del aire.
- Wissenschaftliche Luftfahrten, ausgeführt vom Deutschen Verein zur Förderung der Luftfahrt in Berlin, (tres volúmenes, co-editados con Arthur Berson), 1899–1900 - Viajes aéreos científicos, recorridos de la Asociación Alemana para el Progreso de la Aviación en Berlín.
- Beiträge zur Erforschung der Atmosphäre mittels des Luftballons, 1900 - Contribuciones al estudio de la atmósfera mediante globos.
- Die modernen Methoden zur Erforschung der Atmosphäre mittels des Luftballons und Drachen, 1901 - Los métodos modernos para estudiar la atmósfera mediante globos y cometas.
- Über die Existenz eines wärmeren Luftstromes in der Höhe von 10 bis 15 km, in: Sitzungsberichte der Königlich-Preußischen Akademie der Wissenschaften zu Berlín (Sitzung der physikalisch-mathematischen Klasse vom 1. Mai 1902), Bd. 24, 1902, S. 1-10. - Sobre la existencia de una corriente de aire templado en alturas de 10 a 15 km.[1]